# Cremastocheilus mexicanus
Cremastocheilus mexicanus är en skalbaggsart som beskrevs av Hermann Rudolph Schaum 1841. Cremastocheilus mexicanus ingår i släktet Cremastocheilus och familjen Cetoniidae. Inga underarter finns listade i Catalogue of Life.